# Stephan Lokhoff
Stephan Lokhoff (7 mei 1982) is een Nederlands voetballer. 
Door een vochtophoping aan de linkerkant van zijn hersenen heeft Lokhoff een spasme aan zijn rechterarm en -been, dat zich uit in een spierverkramping.
Lokhoff deed mee aan de Paralympische Zomerspelen 2000 te Sydney en de Paralympische Zomerspelen 2004 te Athene. Hij kwam in 2008 uit voor Nederland op de Paralympische Zomerspelen in Peking in het team van het CP-voetbal, waar het team een vijfde plaats behaalde. Lokhoff kwalificeerde zich in juli 2011 met het CP-team tijdens het WK CP-voetbal in Hoogeveen voor de Paralympische Zomerspelen 2012 in Londen.
In het dagelijks leven is hij werkzaam bij een vakbond.
Stephan Lokhoff is een neef van voetbaltrainer en voormalig voetballer Ton Lokhoff.